# Stenanona
Stenanona es un género de plantas fanerógamas perteneciente a la familia de las anonáceas y son nativas de América central.

## Descripción
Son árboles pequeños, que alcanzan un tamaño de hasta 6 m de alto, con corteza negra; ramas jóvenes densamente dorado-ferrugíneo hirsutas. Hojas elíptico-obovadas a obovadas, 9.4 a 21.9 cm de largo y 3.2 a 8 cm de ancho, ápice acuminado acuspidado, base redondeada a obtusa, membranáceas, márgenes enteros, escasamente ciliados. Inflorescencias ripidios con 1 flor a la vez, dispuestos en los nudos perennes y concentrados a lo largo del tronco principal (caulifloras), flores péndulas, pedicelos 4 a 6 mm de largo. Fruto un fascículo de bayas conniventes, monocarpos esféricos, de 2.5 cm de diámetro, rojo opacos cuando maduros.

## Taxonomía
El género fue descrito por Paul Carpenter Standley y publicado en Publications of the Field Museum of Natural History, Botanical Series 4(8): 205. 1929. La especie tipo es Stenanona panamensis.
Se reconocen las siguientes especies:
| Ilustración | Nombre binomial Autor                                | Nombre común | Número de subespecies | Distribución               | Estado de conservación |
| ----------- | ---------------------------------------------------- | ------------ | --------------------- | -------------------------- | ---------------------- |
|             | Stenanona carrillensis G.E.Schatz & Maas             | -            | -                     | Costa Rica                 | -                      |
|             | Stenanona cauliflora (J.W.Walker) G.E.Schatz         | -            | -                     | México                     | En peligro             |
|             | Stenanona columbiensis Aristeg. ex G.E.Schatz & Maas | -            | -                     | Colombia                   | -                      |
|             | Stenanona costaricensis R.E.Fr                       | -            | -                     | Costa Rica                 | -                      |
|             | Stenanona flagelliflora T.Wendt & G.E.Schatz         | -            | -                     | México                     | En peligro crítico     |
|             | Stenanona hondurensis G.E.Schatz, F.Coe & Maas       | -            | -                     | Honduras                   | -                      |
|             | Stenanona humilis (Miranda) G.E.Schatz               | -            | -                     | México                     | En peligro             |
|             | Stenanona migueliana Ortíz-Rodr. & G.E.Schatz        | -            | -                     | México                     | En peligro crítico     |
|             | Stenanona monticola Maas & G.E.Schatz                | -            | -                     | México                     | En peligro crítico     |
|             | Stenanona narinensis G.E.Schatz & Maas               | -            | -                     | Colombia                   | -                      |
|             | Stenanona panamensis Standl.                         | -            | -                     | Panamá                     | En peligro             |
|             | Stenanona stenopetala (Donn.Sm.)                     | -            | -                     | Belice, Guatemala y México | -                      |
|             | Stenanona tuberculata G.E.Schatz & Maas              | -            | -                     | Honduras                   | -                      |
|             | Stenanona tubiflora G.E.Schatz & Maas                | -            | -                     | Panamá                     | -                      |
|             | Stenanona wendtii G.E.Schatz & Maas                  | -            | -                     | México                     | -                      |